# Hempstead County
Das Hempstead County ist ein County im US-Bundesstaat Arkansas. Der Verwaltungssitz (County Seat) ist Hope. Das County gehört zu den Dry Countys, was bedeutet, dass der Verkauf von Alkohol eingeschränkt oder verboten ist.

## Geographie
Das County liegt im Südwesten von Arkansas, ist im Südwesten etwa 25 km von Texas, im Westen etwa 50 km von Oklahoma, im Süden etwa 50 km von Louisiana entfernt und hat eine Fläche von 1920 Quadratkilometern, wovon 33 Quadratkilometer Wasserfläche sind. Es grenzt an folgende Countys:
| Howard County       | Pike County      |               |
| Little River County | Kompass          | Nevada County |
| Miller County       | Lafayette County |               |

## Geschichte
Das Hempstead County wurde am 15. Dezember 1818 aus Teilen des Arkansas County gebildet. Benannt wurde es nach Edward Hempstead (1780–1817), der von 1812 bis 1814 das Missouri - Territorium im US - Repräsentantenhaus vertrat.

## Demografische Daten
Nach der Volkszählung im Jahr 2010 lebten im Hempstead County 22.609 Menschen in 8.949 Haushalten. Die Bevölkerungsdichte betrug 12 Einwohner pro Quadratkilometer.
Ethnisch betrachtet setzte sich die Bevölkerung zusammen aus 59,4 Prozent Weißen, 29,4 Prozent Afroamerikanern, 0,4 Prozent amerikanischen Ureinwohnern, 0,4 Prozent Asiaten sowie aus anderen ethnischen Gruppen; 1,9 Prozent stammten von zwei oder mehr Ethnien ab. Unabhängig von der ethnischen Zugehörigkeit waren 12,0 Prozent der Bevölkerung spanischer oder lateinamerikanischer Abstammung.
In den 8.949 Haushalten lebten statistisch je 2,43 Personen.
25,6 Prozent der Bevölkerung waren unter 18 Jahre alt, 60,8 Prozent waren zwischen 18 und 64 und 13,6 Prozent waren 65 Jahre oder älter. 50,6 Prozent der Bevölkerung war weiblich.
Das jährliche Durchschnittseinkommen eines Haushalts lag bei 30.735 USD. Das Prokopfeinkommen betrug 17.207 USD. 27,3 Prozent der Einwohner lebten unterhalb der Armutsgrenze.

## Kultur und Sehenswürdigkeiten

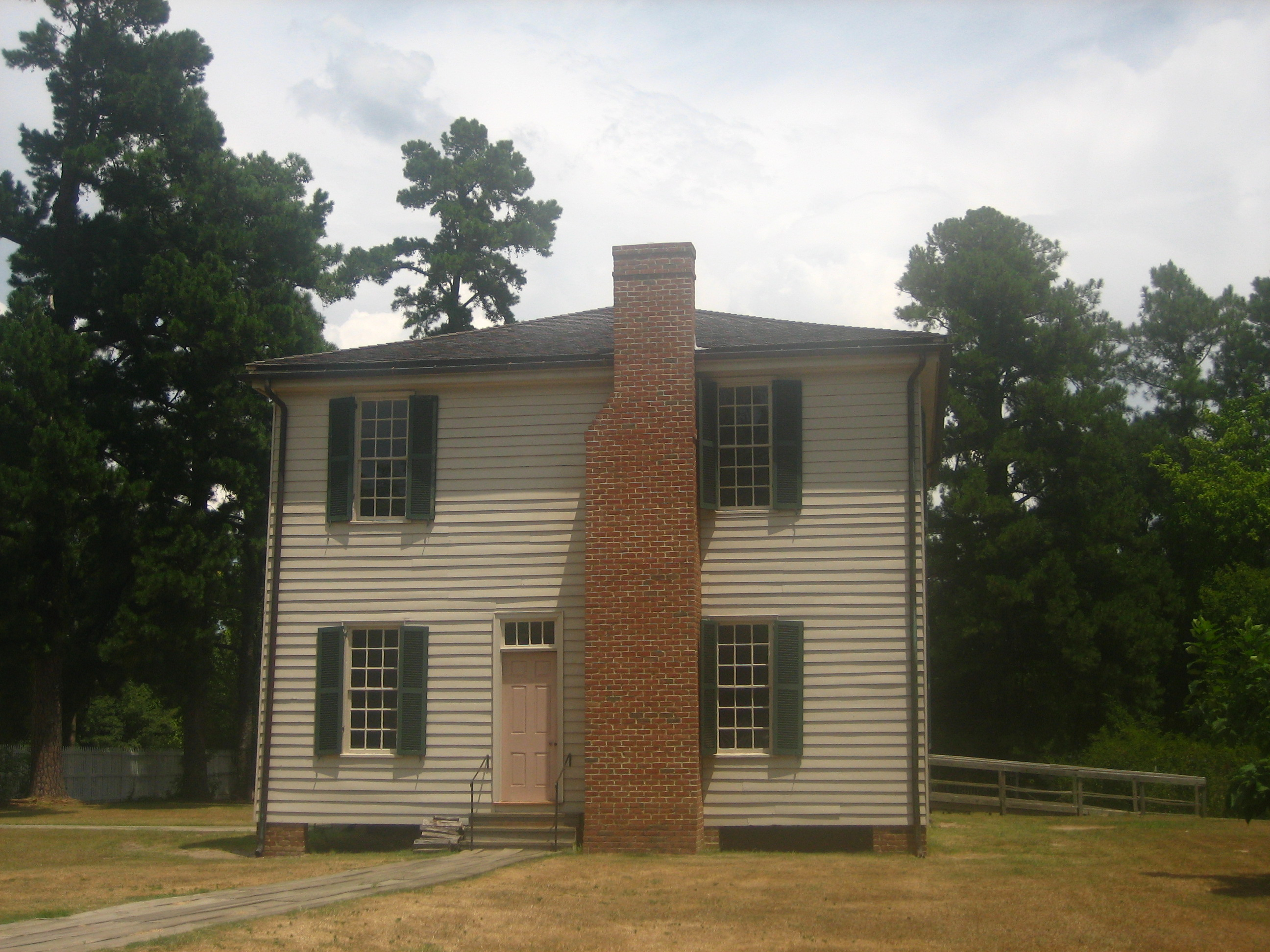
Confederate State Capitol. Dieses frühere Parlamentsgebäude ist seit April 1994 ein National Historic Landmark.

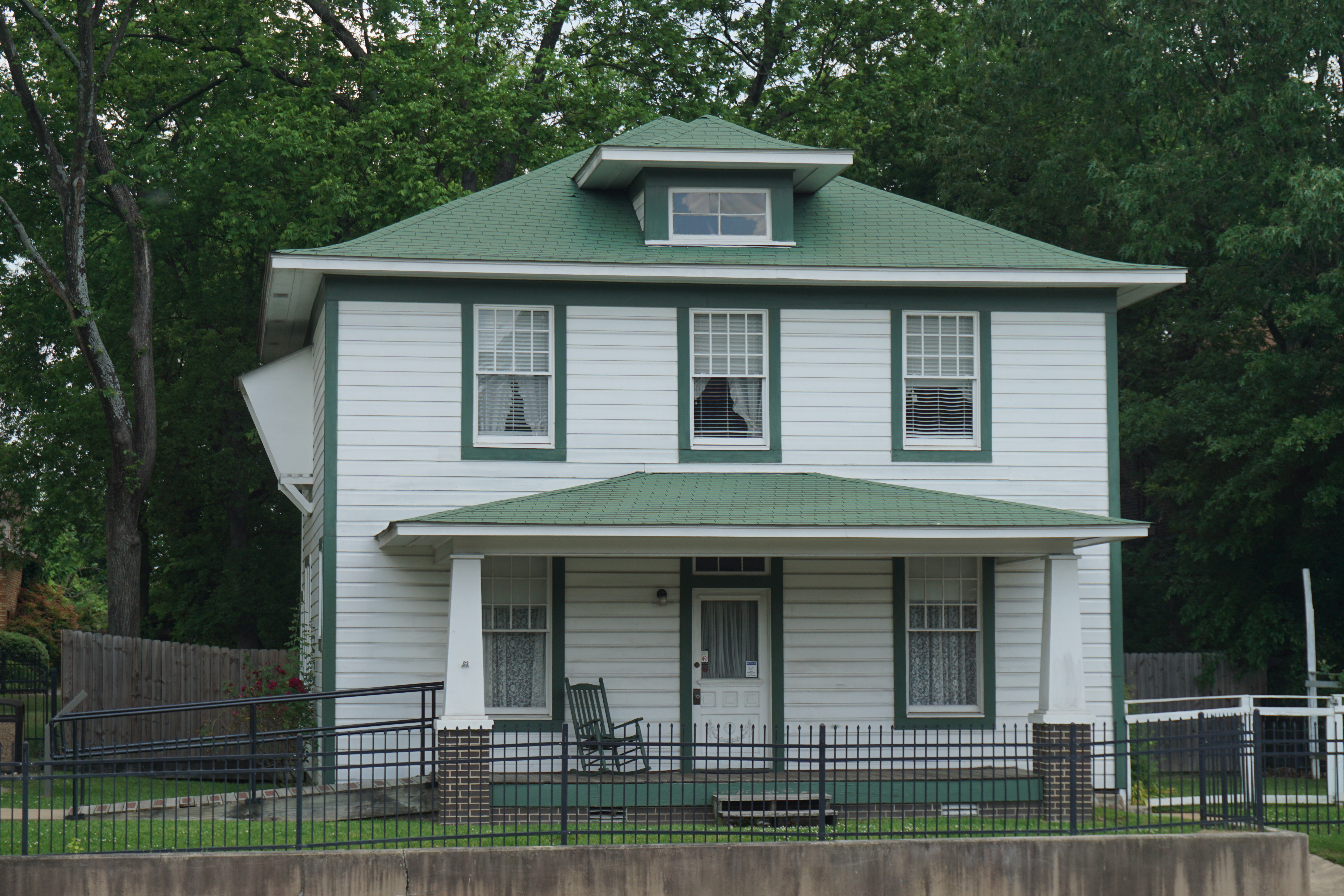
President William Jefferson Clinton Birthplace Home National Historic Site (2018)

28 Bauwerke, Stätten und historische Bezirke (Historic Districts) des Countys sind im National Register of Historic Places („Nationales Verzeichnis historischer Orte“; NRHP) eingetragen (Stand 25. Februar 2022), darunter hat das Confederate State Capitol, das im Sezessionskrieg als State Legislature („Bundesstaat-Parlament“) diente, den Status eines National Historic Landmarks („Nationales historisches Wahrzeichen“). Das Geburtshaus von Bill Clinton hat seit April 2011 den Status einer National Historic Site („Nationale historische Stätte“).

## Orte im Hempstead County
| Citys - Blevins - Emmet1 - Fulton | - Hope - McCaskill - Oakhaven | - Ozan - Perrytown - Washington |

| Towns - McNab - Patmos | Unincorporated Communitys - Centerville - Clow - Columbus |

1 – teilweise im Nevada County

weitere Orte
- Arcadia
- Battlefield
- Bingen
- Coler
- Crossroads
- Dave
- De Ann
- Deanyville
- Dotson
- Dunlap
- Garlandville
- Guernsey
- North Bingen
- Powers
- Rocky Mound
- Sheppard
- Shover Springs
- Spring Hill
- Sprudel
- Tokio
- Wallaceburg
- Yancy

Townships
- Bodcaw Township
- Bois d’Arc Township
- De Roan Township
- Garland Township
- Mine Creek Township
- Noland Township
- Ozan Township
- Redland Township
- Saline Township
- Springhill Township
- Wallaceburg Township
- Water Creek Township